# Ismaila Jome
Ismaila Jome (Banjul, 4 de noviembre de 1994) es un futbolista gambiano que juega en la demarcación de centrocampista para el San Antonio FC de la USL Championship.

## Selección nacional
El 20 de noviembre de 2022 hizo su debut con la selección de fútbol de Gambia en un encuentro contra Guinea-Bisáu que finalizó con un resultado de empate a cero.

## Clubes
| Club                          | País           | Año       | Partidos | Goles |
| ----------------------------- | -------------- | --------- | -------- | ----- |
| Ventura County Fusion         | Estados Unidos | 2014-2015 | 13       | 2     |
| Portland Timbers sub-23       | Estados Unidos | 2015      | 4        | 0     |
| Minnesota United FC (2010-16) | Estados Unidos | 2016      | 9        | 1     |
| Minnesota United FC           | Estados Unidos | 2017      | 13       | 0     |
| Nashville SC                  | Estados Unidos | 2018      | 21       | 0     |
| Colorado Springs Switchbacks  | Estados Unidos | 2019      | 36       | 4     |
| Austin Bold FC                | Estados Unidos | 2020      | 16       | 2     |
| Portland Timbers              | Estados Unidos | 2021      | 3        | 0     |
| Portland Timbers 2            | Estados Unidos | 2022      | 17       | 2     |
| San Antonio FC                | Estados Unidos | 2023-     | 20       | 0     |